# Scathophaga albidohirta
Scathophaga albidohirta är en tvåvingeart som först beskrevs av Becker 1907.  Scathophaga albidohirta ingår i släktet Scathophaga och familjen kolvflugor. Inga underarter finns listade i Catalogue of Life.